# 何振廷
何振廷（英語：Ho Chun Ting，1998年12月18日—），香港足球運動員，司職防守中場，現時效力香港超級聯賽球會北區。

## 球員生涯
1998年出生的何振廷早年就讀聖保羅書院小學和聖保羅書院。
9歲起何振廷就加入傑志青訓，跟鄭展龍、顏卓彬、羅梓駿及播磨浩謙等屬同期隊友。
2018/19球季，傑志將何振廷外借至凱景。
2019/20球季，傑志將何振廷外借至和富大埔，期間上陣14場取得2個入球。
2019/20球季，何振廷入選《最佳金球》名單。
2020/21球季，何振廷回歸傑志。2021年4月11日，正選上陣迎戰晉峰，上半場22分鐘射入回歸傑志一隊後首個入球。
在2021/22球季前傑志對理文的一場慈善賽，何振廷後備落場僅10分鐘，就不幸傷出。之後經診斷，證實十字韌帶斷裂及半月板撕裂，全季未再上陣。
2022/23球季，傑志將何振廷外借至冠忠南區。
2023/24球季，何振廷加入剛升上港超的北區。

## 國際賽生涯
2014年10月，何振廷代表香港U16出戰U16亞少盃決賽周，在分組賽事中三戰皆敗。

## 榮譽
傑志
- 香港超級聯賽冠軍（2020–21季度）

冠忠南區
- 香港菁英盃冠軍（2022–23季度）

個人
- 香港足球明星選舉 最佳青年球員（2020–21季度）

## 個人生活
何振廷於2020年8月11日於著名影片分享網站Youtube設立個人頻道，分享足球員之日常生活。截至2023年6月30日，累積觀看次數超過四十八萬，訂閱人數超過六千。

## 外部連結
- HKFA （页面存档备份，存于）
- Transfermarkt （页面存档备份，存于）
- YouTube （页面存档备份，存于）
- Instagram